# Padrão de D. João I

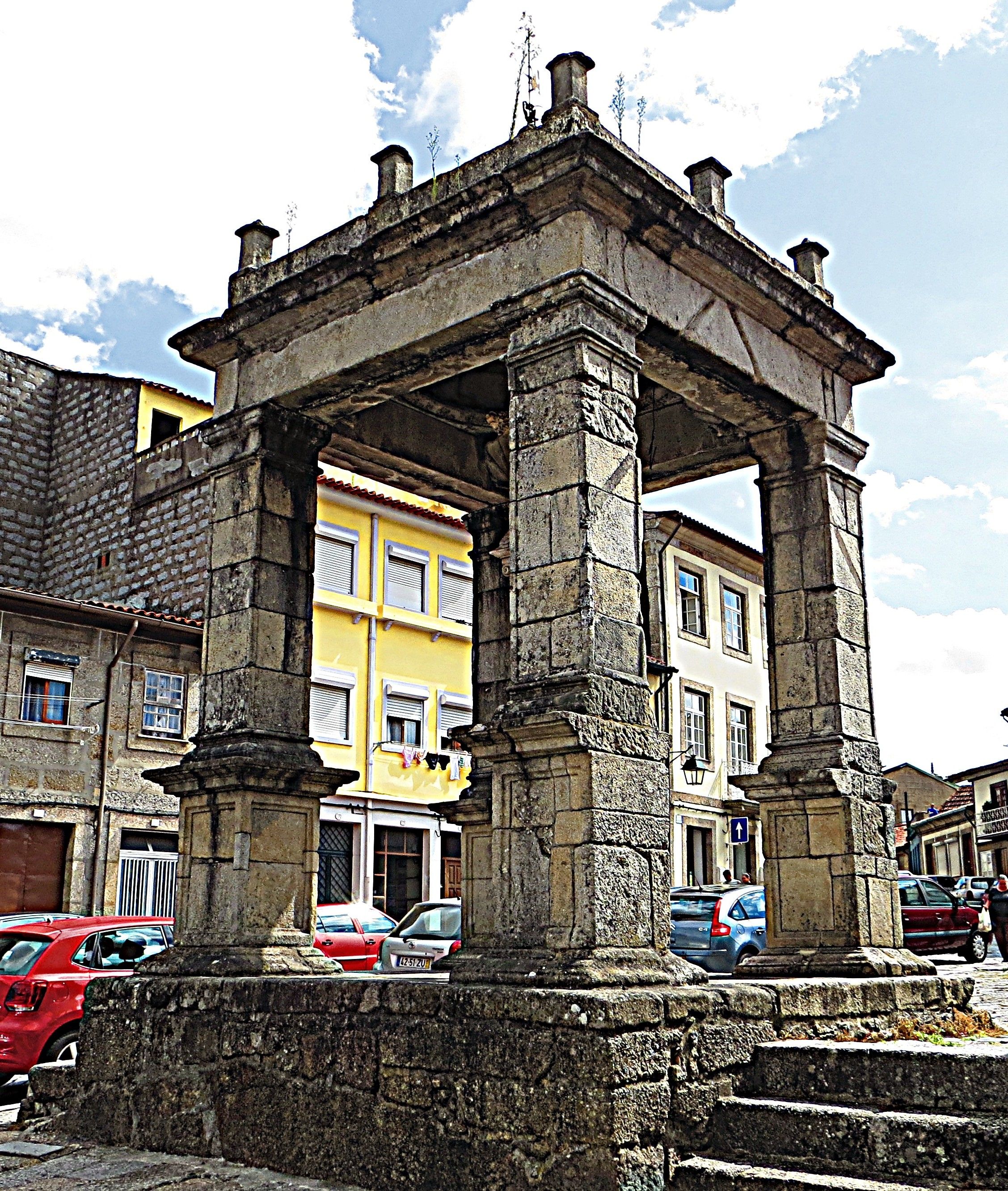

O Padrão de D. João I, também referido como Padrão de Aljubarrota e Padrão de São Lázaro, localiza-se ao fundo da rua D. João I, fronteiro à Capela de São Lázaro, na freguesia de Creixomil, município de Guimarães, distrito de Braga, em Portugal.
O monumento original teria sido erguido em comemoração da vitória de Aljubarrota, após a entrada de D. João I em Guimarães, em 1386, tendo nesse ano ou no seguinte sido iniciada a construção do padrão. Não sendo o padrão quatrocentista original, nem havendo registos conhecidos da sua substituição, o padrão atual constitui obra datável, em termos formais, da primeira metade do século XVI, possivelmente elaborado na sequência do foral de D. Manuel I, em 1517.
Encontra-se classificado como Monumento Nacional desde 1910.

## História
Existem diversas versões que tentam justificar a origem deste monumento, erguido por João I de Portugal em cumprimento a uma promessa feita a Santa Maria de Guimarães, desconhecendo-se se pela vitória das armas portuguesas na batalha de Aljubarrota (1385) ou, posteriormente, pela conquista de Ceuta (1415).
A. L. de Carvalho, no seu "Roteiro de Guimarães" (1923), refere:
"No extremo da Rua D. João I em frente à capela de S. Lázaro, levanta-se um padrão comemorativo da devota romagem que El-Rei D. João I fez subindo a antiga Rua dos Gatos, 'a pé e descalço' no meio do seu séquito, com é notório 'por uma não interrompida tradição', para agradecer a Santa Maria de Guimarães a vitória de Aljubarrota. Este Padrão, que mais avulta pelo facto histórico que encerra, pois segundo as crónicas, El-Rei D. João I entregou nesta altura a Santa Maria de Guimarães os despojos da Batalha de Aljubarrota como o Tríptico de prata doirada e esmaltada, que pertenceu ao Rei de Castela e se destinava às suas orações em campanha; doze corpos de apóstolos, de prata, doze corpos de anjos em prata, um pluvial de brocado a oiro, com imagens dos Reis de Castela e as suas armas; e seu Pelote e lança, e ainda um cordão em oiro com o cumprimento de uma milha, que é a distância que separa o Padrão de S. Lázaro ao Padrão do Salado."
O padrão do Salado encontrava-se à guarda do Museu Alberto Sampaio, tendo sido furtado.
Com relação à autoria, Alfredo Guimarães no seu "Guia de Turismo", refere:
"Na primeira quinzena de Junho de 1386, vindo de Lamego, D. João I volta a Guimarães, sendo possível que nessa data tivesse entabulado negociações com o Mestre de pedraria João Garcia, natural de Toledo e antigo vedor das obras de El-Rei D. Fernando, para a construção do novo templo gótico, da colegiada de Guimarães, pois foi nesse ano que o célebre padrão de Aljubarrota começou a edificar-se."
Em 1843, o padrão de D. João I encontrava-se em estado de ruína, tendo sido reparado pela Câmara Municipal. Pouco depois, em 1863, por necessidade de alinhar a rua que ia dar à estrada de Famalicão, foi o padrão afastado um pouco mais para trás, sendo instalado em seu local atual em 29 de agosto de 1864.
Teve intervenções em 1935 e 1979. Em 1996, após um ato de vandalismo que danificou a estrutura, foi novamente restaurado. A 30 de Julho de 2024 o cruzeiro no centro do padrão foi vandalizado e destruído.

## Características
Degraus simples conduzem ao centro do Padrão, onde se encontra um cruzeiro, com a cruz floretada gravada em pedra de Ançã. Nos seus braços abertos, em estilo gótico flamejante, sob o baldaquino encontra-se a imagem de Cristo crucificado. No reverso, um pouco mais abaixo, a representação do sofrimento da Virgem Maria com o Cristo morto no seu regaço.